# マテ・カマラス
マテ・カマラス（ハンガリー語：Máté Kamarás（マーテー・カマラーシュ）、1976年9月21日 - ）は、ハンガリーのミシュコルツ生まれのミュージカル・スター。ロック歌手。アーティスト。
2006年『エリザベート』ウィーン引っ越し公演でトート役で初来日。以来、毎年のように来日し、東京や大阪でミュージカルに日本語で出演したり、ミュージカル・ナンバーや自身の曲を含むコンサート活動を行う。ドイツ語・英語・ハンガリー語・日本語で歌うことができ、ヨーロッパ、日本を中心に活動するアーティスト。歌のみならず、MCも日本語で行うこともできる。2012年には『エリザベート』トート役を日本語版でも好演し、3都市3カ国語で同役を演じた唯一の俳優となる。2014年、外務省のV4＋日本交流年におけるハンガリー親善大使を務める。

## 略歴
- 15歳より地元のロックバンドのボーカルとして活躍。17歳で地元ミシュコルツの高校で演じた"Rene"がミュージカル俳優としての初舞台となる。同高校にて翌年『レ・ミゼラブル』のジャン・バルジャンを演じる。
- 1995年　『ジーザス・クライスト・スーパースター』のピラトゥス、同年秋にはブダペストにて『チェス』の「アメリカン」を演じる。
- 1996年 ミュージカル版『フェーム』のニックなど複数の役を演じる。同年秋、ブダペスト国立演劇アカデミー演劇コースに進学。
- 半年の在学後、1997年にロンドンのElmhurst Musical Schoolへの奨学金を得て渡英する。
- 留学後ウィーンに住居を移し、『ダンス・オブ・ヴァンパイア』のヘルベルト役を務める。
- 1998年1月から1999年春まで、ブダペストのオペレッタ劇場にて『エリザベート』のA Halal (トート) を演じる。
- 1998年夏にはウィーンに戻り、Zell am See野外劇場の"Rockin' Musical show"に参加。
- 2000年に『チェス』 、『ウエスト・サイド物語』のトニーなど多くの役を演じながら、オーストリアの企画バンド"Ohrrausch"のボーカルとして、テレビ番組の主題歌となった「Hello Taxi」をレコーディングし、同ディスクで金賞を獲得した。
- 2003年から2005年12月4日の千秋楽まで、Theater an der Wienにおいて『エリザベート』のトートを務め、ミュージカル・スターとしての地位を不動のものとする。同時期にロックバンドX_Pactのボーカルとして、ウィーンの Metropolにてライブを披露。
- 2006年にソロ活動へと移行してからは、シンガー・ソングライターとしてウィーンおよび故郷のミシュコルツにてライブを行っている。
- 2009年には、オリジナル曲により構成されたデビューCD、ウィーンMetropolにて行われたコンサートのライブ映像により構成されたソロDVD、自らがデザインに関わったファッション・アイテムを発表した。2009年よりドイツ人ピアニスト マルクス・ローバーとコンビを組み活動中。2人でCDも出している。
- 2010年〜2011年、しばらくミュージカルの舞台からは離れていたが、『MITSUKO ～愛は国境を越えて～』（日本）、『LULU』（オーストリア・インスブルック）など、久々にミュージカルでの活動を再開している。
- 2012年、日本の東宝版『エリザベート』への出演が発表された。山口祐一郎、石丸幹二と共に、5、6月東京、7月福岡、8月名古屋、9月大阪と計5ヶ月間トートを演じる。

## 来日公演
- 2006年
  - 『ウィーン・ミュージカル エリザベート 来日記念コンサート』（12月19日〜22日、梅田芸術劇場 メインホール）- トート 役
- 2007年
  - 『ウィーン・ミュージカル エリザベート 来日記念コンサート』（1月4日〜8日、新宿コマ劇場）- トート 役
  - 『ウィーン版 エリザベート 来日公演（ウィーン・オリジナル 完全引越版）』（3月28日〜4月30日、梅田芸術劇場 メインホール）- トート 役
  - 『ウィーン版 エリザベート 来日公演（コンサート版）』（5月7日〜5月20日、新宿コマ劇場）- トート 役
  - 『マテ・カマラス×姿月あさと×武田真治 SUPER LIVE』（11月14日〜18日、天王洲 銀河劇場[1] / 11月23日〜25日、梅田芸術劇場 シアター・ドラマシティ）
  - 11月　『World Wide Super Session feat. Máté Kamarás(vo), Kenji Hino(b), Josei(key), Shingo Kujime(g), Jay Stixx(ds)』（モーション・ブルー・ヨコハマ）
- 2008年
  - 『ウィーン・ミュージカル・コンサート』（5月21日〜28日、梅田芸術劇場 メインホール）
- 2009年
  - 『Super Live Vol.2 LOVE LEGEND』（4月3日〜5日、梅田芸術劇場 メインホール / 4月9日〜13日、新国立劇場 中劇場）
- 2010年
  - 『Frank & Friends / Mitsuko』（3月11日〜14日、Bunkamura オーチャードホール / 3月18日〜21日、梅田芸術劇場 メインホール）- ハインリヒ・クーデンホーフ＝カレルギー 役[2][3]
  - 『Máté Kamarás Solo Act 〜マテ・カマラス ファンイベント〜 KAMARÁS VS. LOEBER』（3月22日、梅田芸術劇場 メインホール）
- 2011年
  - 『MITSUKO ～愛は国境を越えて～』（5月15日～23日、梅田芸術劇場 メインホール / 5月27日～29日、中日劇場 / 6月11日～29日、青山劇場）- ハインリヒ・クーデンホーフ＝カレルギー 役
- 2012年
  - 『エリザベート』（5月9日～6月27日、帝国劇場 / 7月5日〜26日、博多座 / 8月3日～26日、中日劇場 / 9月1日～28日、梅田芸術劇場 メインホール）- トート 役
  - 『ウィーン版ミュージカル エリザベート20周年記念コンサート ～日本スペシャルヴァージョン～』（10月15日〜22日、梅田芸術劇場 メインホール / 10月26日〜31日、東急シアターオーブ）- トート 役[4]　
  - 『シアタークリエ 5th Anniversary ONE-HEART MUSICAL FESTIVAL』（12月25日〜1月3日、シアタークリエ）スペシャルゲスト[5]
- 2013年
  - 『春野寿美礼 春のライブ 2nd! at Billboard LIVE』（4月2日～5日、ビルボードライブ東京 / 4月8日～10日、ビルボードライブ大阪）ゲスト出演[6]
  - 『マテ・カマラス・ソロライブ』（5月9日、新宿BLAZE）[7]
  - 『マテ・カマラス講演会 欧州と日本でのミュージカルを謳う〜ハンガリーの視点から見た多文化〜』平成25年度麻生区多文化共生推進事業 (11月15日、川崎市麻生市民館 大会議室)
  - 『CHESS in Concert』（12月12日～15日、東京国際フォーラム ホールC / 12月20日～22日 梅田芸術劇場 メインホール）- アービター 役[8][9][10]
- 2014年
  - 『Mate Kamaras Future Documentation LIVE 2014』（1月9日、六本木スイートベイジル / 1月13日、名古屋ブルーノート / 1月14日、ビルボードライブ大阪）[11]
  - 『スペシャルライブ　ザ・ハンガリーナイト』（5月4日、ラ・フォル・ジュルネ金沢　「ハンガリー万歳」（金沢アートホール）（石川県立音楽堂交流ホール）通訳を介さずすべて日本語でMCを務めた。
  - 『ONE-HEART MUSICAL FESTIVAL 2014 夏』（8月16日〜27日、シアタークリエ）スペシャルゲスト[12]
  - 『松下奈緒 V４＋JAPAN スペシャルコンサート』（11月12日、東京国際フォーラム ホールC）ハンガリー親善大使としてゲスト出演[13]
  - 『マテ・カマラス講演会 現代国際学部特殊講義 各国の舞台を経験して～』（11月21日、名古屋外国語大学）[14]
- 2015年
  - 『Umeda Arts Theater 10th Anniversary

【Golden Songs】』（2月13日〜23日、東京国際フォーラム ホールC / 2月26日〜3月1日、梅田芸術劇場 メインホール）
- 2016年
  - 『シネマ・ミュージカル・コンサート』（9月9日～11日、東急シアターオーブ)[16]
  - 『姿月あさと×マテ・カマラス×伊礼彼方 SPECIAL LIVE

－Musical Songs and Pop Galore!－』（9月13日～15日、草月ホール / 9月28日、兵庫県立芸術文化センター 阪急中ホール）
- 2022年
  - 『中嶋彰子＆Friends オーストリアよりMerry Christmas』（12月5日、ビルボードライブ横浜 / 12月7日、ビルボードライブ大阪）ゲスト出演[19][20]
- 2023年
  - 『姿月あさと Christmas Dinner Show』（12月24日、第一ホテル東京 5F ラ・ローズ）ゲスト出演[21]

## ディスコグラフィー
- ウィーン版ミュージカル エリザベート 再演版 CD/DVD
- ウィーン版ミュージカル ダンス・オブ・ヴァンパイア Tanze der Vampire (Live CD)
- ウィーンミュージカル俳優 企画CD "Hello Taxi"
- 梅田芸術劇場　限定CD “WIEN MUSICAL CONCERT”
- オリジナルCD　"UNRELEASED"
- オリジナルDVD "LIVE IN VIENNA"

## 人物
- 好きな食べ物ユッケやアジアの食べ物。
- 胸板が厚いのはトレーニングではなく父親からの遺伝とのこと。
- 「マテはいつも」とマテが言うと、「がんばってる」とファンが答えるのが日本でのライブの合言葉。
- 2008年と2013年にマテ・カマラスゆかりの地であるミシュコルツ・ウィーン・ブダペストをまわるファン向けのツアーを主催した。
- 家族の反対を押し切って、東日本大震災後の日本を訪問。その際、ウィーンからの直行便には、外国人は見た限りでは、マテ1人で、上海でオーストリア航空のクルーが降り、日本人乗務員に交代したとのこと。
- 2014年5月のラ・フォル・ジュルネ金沢のハンガリーナイトでは、東日本大震災の復興支援ソング「花は咲く」を会場の観客とともに日本語で熱唱。
- 日本語を勉強中で漢字も300程度わかるが、目標は1900程度覚えたいとのこと。